# Göran Marström
Göran Marström, né le 12 octobre 1942, est un skipper suédois.

## Carrière
Göran Marström participe aux Jeux olympiques de 1980 à Moscou et remporte la médaille de bronze dans l'épreuve du Tornado.